# Orosz–török háború (1768–74)
Az 1768-1774 közötti orosz-török háború döntő fontosságú volt az Orosz és Oszmán Birodalmak konfliktusainak hosszú sorában. Orosz részről a háború célja az volt, hogy kijusson a Fekete-tengerhez, Törökország pedig ki akarta bővíteni a Fekete-tenger mentén és a Kaukázusban fekvő birtokait és elfoglalni Asztrahanyt.
A háborút bonyolult nemzetközi diplomáciai játszma előzte meg, melynek hátterét az orosz-francia szembenállás és Lengyelország belpolitikai válsága adta meg. III. Musztafa szultán a franciák bátorításával hadat üzent az Orosz Birodalomnak; indoka a cár hadseregének lengyelországi jelenléte és a török határ megsértései voltak. A konfliktusban a török oldalon harcoltak vazallusai, a krími tatárok. Őket támogatta még az oroszellenes lengyel felkelők. Az orosz reguláris hadsereg mellett harcoltak a doni, tyereki, zaporozsjei és ukrajnai összeírt kozákok. A háború során az orosz flotta támogatásával 1770-ben fellázadtak a peloponnészoszi görögök, 1771-ben pedig Egyiptom és Szíria.
A háború során mindvégig orosz katonai fölény mutatkozott, Pjotr Rumjancev és Alekszandr Szuvorov több csatában is legyőzte az oszmán erőket, míg a cári flotta a çeşmei csatában futamította meg a szultán hajóit. A háború orosz győzelemmel zárult, a kücsük-kajnardzsi béke értelmében megkapták Dél-Ukrajna egy részét és az Észak-Kaukázust, az addig török vazallus Krími Tatár Kánság pedig orosz védnökség alatt formálisan függetlenné vált.

## Előzmények

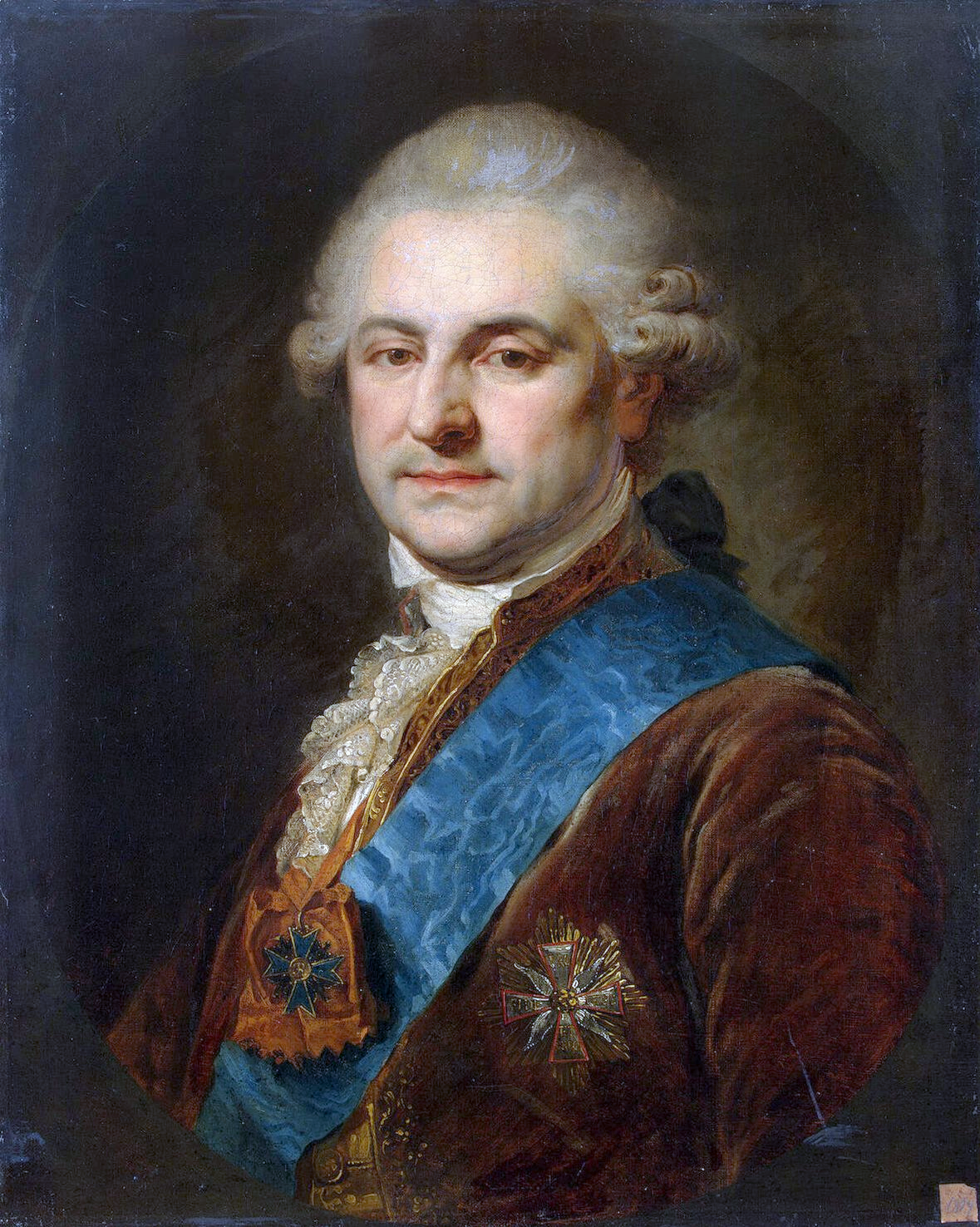
Stanisław August Poniatowski

A hétéves háború 1763-as lezárása után a Nyikita Panyin vezette orosz diplomácia arra törekedett, hogy a francia-osztrák szövetség ellensúlyozására egy északi tömörülést hozzon létre Oroszország, Nagy-Britannia, Poroszország és a skandináv államok részvételével.
Az orosz-török viszonyt eközben jelentősen rontotta a Lengyelországban kitört válság. A két ország békeszerződésének értelmében Oroszország kötelezettséget vállalt, hogy nem avatkozik lengyel belügyekbe és nem állomásoztat csapatokat lengyel területen. 1763 szeptemberében meghalt III. Ágost és utódlásának kérdésben konfliktus robbant ki a pártok között. A szomszédos nagyhatalmak is érvényesítették befolyásukat az egyes jelöltek támogatásával, a trónra végül a II. Katalin cárnő jelöltje, Stanisław August Poniatowski került, akinek megválasztását orosz csapatok jelenléte is szavatolta. A frakcióharc azonban a király megválasztása után is tovább folyt és az orosz követ olyan vehemensen védte kormányának érdekeit, hogy számos törvénytelen lépést is elkövetett és a szejm több befolyásos tagját is letartóztatta.
Az orosz befolyás ellen 1768-ban Bar városában lázadó konföderációt hoztak létre a katolikus nagyhatalmak - Ausztria és Franciaország - támogatásával. A felkelők sikertelenül próbáltak szembeszállni az orosz katonákkal és lengyel kormánycsapatokkal, akik június 20-án Bart is elfoglalták, így hamarosan a szultán segítségéért folyamodtak. A szokásoknak megfelelően gazdag ajándékokkal halmozták el a konstantinápolyi befolyásos személyiségeket és kérelmüket a francia diplomácia is aktívan támogatta. A szultán eleinte vonakodott hadba lépni északi szomszédja ellen, de aztán a francia követ rábeszélte a felkelőket, hogy a segítségért cserébe ajánlják fel Podóliát és Volhíniát, és ez megváltoztatta a török hozzáállást.  

## A közvetlen háborús okok
A menekülő konföderációs lázadókat üldözve egy kozák csapat megsértette a török határt és lemészárolta Balta városának lakosait. A nagyvezír erre az incidensre hivatkozva magához rendelte Alekszej Obreszkov orosz nagykövetet, akit a kihallgatás után a Héttoronyba záratott.
A baltai eseményeken túl a Porta azzal vádolta Oroszországot, hogy megsértette a foglyokról szóló szerződést, erődöket épített a török határ mentén és beavatkozott Lengyelország belügyeibe. A fenti okok miatt az Oszmán Birodalom 1768. szeptember 26-án hadat üzent Oroszországnak.
1768 késő ősze és tele a hadi előkészületekkel telt. Ezenfelül az orosz ügynökök megpróbálták fellázítani a Balkán-félsziget keresztény lakosait. 1769. január 19-én II. Katalin kiadott egy kiáltványt, melyben görög és délszláv nyelveken arra szólította fel az oszmán alattvalókat, hogy keljenek fel a szultán elnyomása ellen. A kiáltványt többek között az orosz szolgálatba állt, bolgár származású Darazin alezredes terjesztette, aki szegény zarándoknak öltözve a botjába és a zsoltároskönyvébe rejtette a röplapokat. A cári kiáltvány hatására Montenegróban felkelés indult, amely később átterjedt Albániára, Boszniára, Hercegovinára és Makedóniára.

## Hadi események 1769-ben

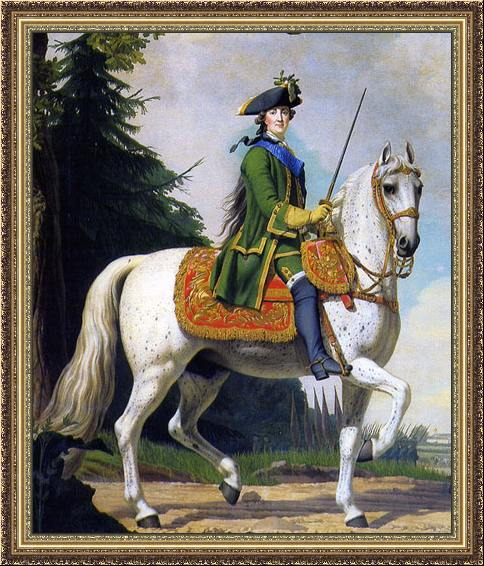
Katalin cárnő testőregyenruhában (Vigilius Eriksen képe, 1762).

Az orosz hadsereget három részre osztották, a Golicin herceg vezette 65 ezres fősereg Kijevben gyülekezett; Rumjancev 43 ezer fős balszárnya Poltava központtal védte a határmenti területeket a tatár betörésektől. A jelentősen kisebb, 15 ezer katonából álló jobbszárny Dubnóban gyülekezett és feladata a fősereg támogatása volt.
A krími tatárok már 1769 januárjában betámadtak Dél-Ukrajnába, azonban visszaverték őket. Válaszul az oroszok Berg tábornok vezetésével egy expedíciót küldtek Azov ellen, amelyet március 6-ára el is foglaltak. Március végére a fősereg a nyugat-ukrajnai Sztarokonsztantyinovba vonult át és Golicin a moldvai Dositheos püspök sürgetésére támadásra szánta el magát, bár ezredei még nem voltak teljesen feltöltve. Április 15-én átkeltek a Dnyeszteren, de még mielőtt Iaşi irányába indultak volna, megostromolták a lengyel konföderációsok által védett hotini erődöt. A lengyelek visszaverték az ostromot, Golicin pedig élelmiszerhiány miatt kénytelen volt visszatérni Podóliába, ahol még két hónapig tétlenül várakozott.
Rumjancev - részben azért hogy elvonja a törökök figyelmét a nyugati hadszíntérről, részben pedig hogy csökkentse távolságát a főseregtől - május elején két hadtesttel átkelt a Dnyeperen Jelizavetgrad irányába, Berg tábornokot pedig a Krím félsziget ellen küldte.
Eközben a törökök átkeltek a Dunán és megszállták Moldvát; Golicin visszavonulásán felbátorodva pedig ostrom alá vették Lvovot. Offenzívájuk szintén lassan haladt a nehézkes folyóátkelések és az utánpótlási vonalak lassú kiépítésének okán. Mindenesetre az orosz passzivitást kihasználva, májusra nagy erőket vontak össze a Dnyeszternél és június 3-án a nagyvezír átkelt a Pruton, majd seregének egy részét Hotinnál hagyva Bender felé nyomult, hogy találkozzék Rumjancevvel.
Golicinnek ekkorra sikerült menetkész állapotba hoznia az erőit és újra ostrom alá vette Hotint. A hírek hallatán a nagyvezír visszafordult hogy felmentse az erődöt, előreküldve a Devlet Giráj kán vezette krími tatárokat. Az orosz herceg megelégedett azzal, hogy megállította a törökök ukrajnai betörését és újból átkelve a Dnyeszteren visszavonult északra. Augusztus 27-én a 80 ezer fős török fősereg utolérte a visszavonuló oroszokat és rájuk támadt, de visszaverték őket a folyó mögé; egy bal parton rekedt nagyobb kontingensüket pedig teljesen megsemmisítették.
A vereség, az élelmiszerhiány és a belső lázongások miatt a törökök visszavonultak Iaşiba, majd Rjabaja Mogilába. A felmentő erők által magára hagyott hotini erődöt az oroszok szeptember 9-én elfoglalták. Szeptember 26-án Iaşi is elesett. Ennek hallatán a nagyvezír visszavonult a Duna mögé, aminek bal partját csak kisebb erődök garnizonjai védték. Ennek ellenére mind Golicin, mind az Iaşit elfoglaló Elmpt tábornok kisebb helyőrség hátrahagyásával visszatért Podóliába.
A háború menetével elégedetlen cárnő ekkor leváltotta Golicint. Helyébe Rumjancevet tette, akinek keleti hadseregét Pjotr Panyin gróf kapta. Ebben az évben azonban már Rumjancev sem művelt sokat: megelégedve a törökök visszavonulásával és a konföderációsok szétzúzásával, téli szállásra vonult a Dnyeszter és Bug között és megerősítette a moldvai megszálló erőket. Azok november végére megszállták Bukarestet és előőrseik elérték a Duna bal partját.
A keleti, 2. hadsereg az év során nem ért el jelentős sikereket. Berg tábornok a Krím ellen indult, de a nyári melegben kiégett a sztyeppe füve és ellátási problémák miatt visszafordult. A parancsnokságot újonnan átvett Panyin gróf megpróbálta elfoglalni Bendert, de tüzérség hiányában kénytelen volt feladni az ostromot. A Kaukázusban a kabardok és a kubanyiak átálltak az oroszokhoz. A tél folyamán a törökök tettek még néhány sikertelen próbálkozást, hogy kiűzzék az oroszokat Havasalföld területéről.

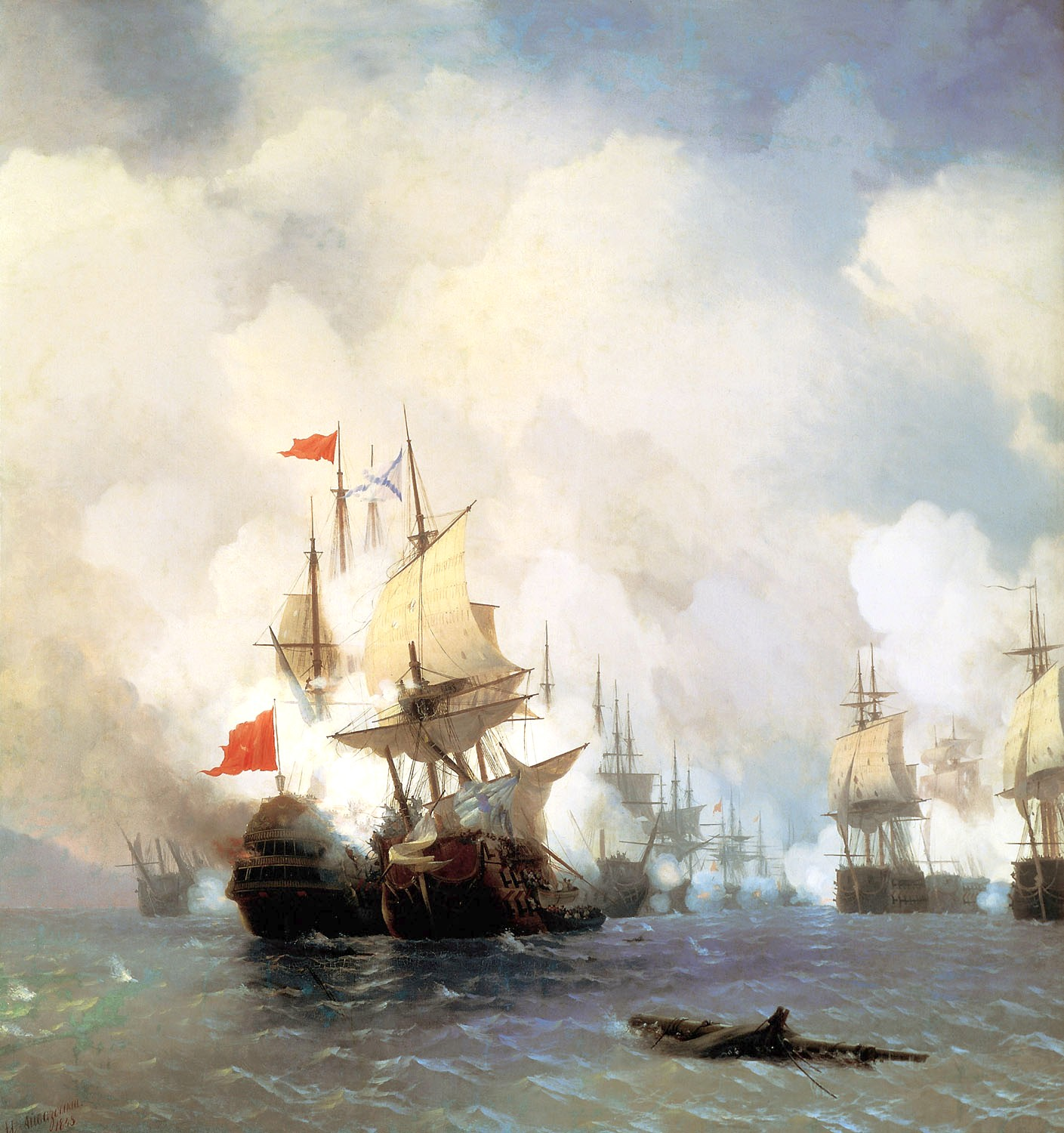
A çeşmei csata (I. Ajvazovszkij festménye, 1848).

## Hadi események 1770-ben
Rumjancev terve az volt, hogy megakadályozza a törökök átkelését a Dunán, Panyin pedig eközben elfoglalja Bendert. Időközben az orosz flotta megérkezett a Földközi-tengerre és felkelésre buzdította a peloponnészoszi görögöket, valamint magát Isztambult is fenyegette.
Az orosz offenzívát lassította a tavaszi olvadás és a román fejedelemségekben kitört pestisjárvány. Rumjancev a Prut bal partját követve csak június 2-ára ért Iaşi magasságába és egyesült a moldvai hadtesttel. Az előrenyomuló 40 ezres orosz hadtest július 7-én a Larga folyónál futamította meg a kétszeres túlerőben levő török-tatár sereget, majd július 21-én a Kagul folyónál arattak nagy győzelmet a 75 ezer fős oszmán és 80 ezer fős tatár (akik azonban a csatába már nem értek oda) hadsereg fölött. Az utóbbi csatában a mintegy ezerfős orosz veszteséggel szemben 20 ezer (más források szerint 7000) török esett el vagy sebesült meg. Izmail és Kilija erődjei megadták magukat. Novemberre elesett Brăila is; a hónap végén a hadsereg moldvai és havasalföldi téli szállásaira vonult.
Panyin gróf eközben szeptember 16-ára elfoglalta Bendert, 28-án pedig a tengerparti Akkermant is. Néhány nappal a kaguli csata után az égei-tengeri Çeşménél Orlov admirális flottájának gyújtóhajói felégették a török hajóhadat.
Az 1770-es hadjáratok eredményeképpen a cári csapatok teljesen megszállták Moldvát és Havasalföldet és kiérve a Fekete-tengerhez elválasztották egymástól a törököket és a krími tatárokat.

## Hadi események 1771-ben
Ebben az évben az oroszok a Krím elfoglalását tűzték ki célul. A feladatot a 2. hadsereg kapta, melyet megerősítettek és élére a cárnő Dolgorukij herceget állította. A törökök megerősítették Duna-menti erődjeiket és erőiket ide összpontosítva több kísérlettel sikertelenül próbálták kiűzni az oroszokat Havasalföldről.
Dolgorukij herceg április elején kezdte el a hadműveleteket és június végére elfoglalta a Krím félsziget bejáratát védő Perekop erődjét. A félszigetre beözönlő oroszok ezután bevették Kezlevet és Kaffát, gyakorlatilag a teljes Krímet. A török segítség elmaradása, illetve az orosz fölény miatt, a tatár klánok aláírtak Dolgorukijjal egy egyezményt, miszerint elszakadnak az Oszmán Birodalomtól és orosz védelem alatt kikiáltják a függetlenségüket. Száhib Giráj személyében új, oroszpárti kánt is választottak. Dolgorukij ezután, helyőrséget hagyva a nagyobb városokban, téli szállásaira vonult vissza Ukrajnába.
Az orosz sikerek egyre inkább nyugtalanították a többi nagyhatalmat és Poroszország és Ausztria fel is szólították a cárnőt, hogy kössön békét a szultánnal, mire Katalin azt válaszolta, hogy már elkezdte a tárgyalásokat. Az orosz-svéd viszony kiéleződése miatt maga is szerette volna lezárni a háborút. Az osztrák és porosz aggodalmakat egy lengyel újrafelosztással szerelte le és 1772 elején megkezdték a béketárgyalásokat. A tárgyalások egész évben és 1773 elején is eredménytelenül folytak, mert a Franciaország által támogatott szultán nem volt hajlandó elismerni a Krím elszakadását. A hadműveletek 1773-ban így kiújultak.

## Hadi események 1773-ban

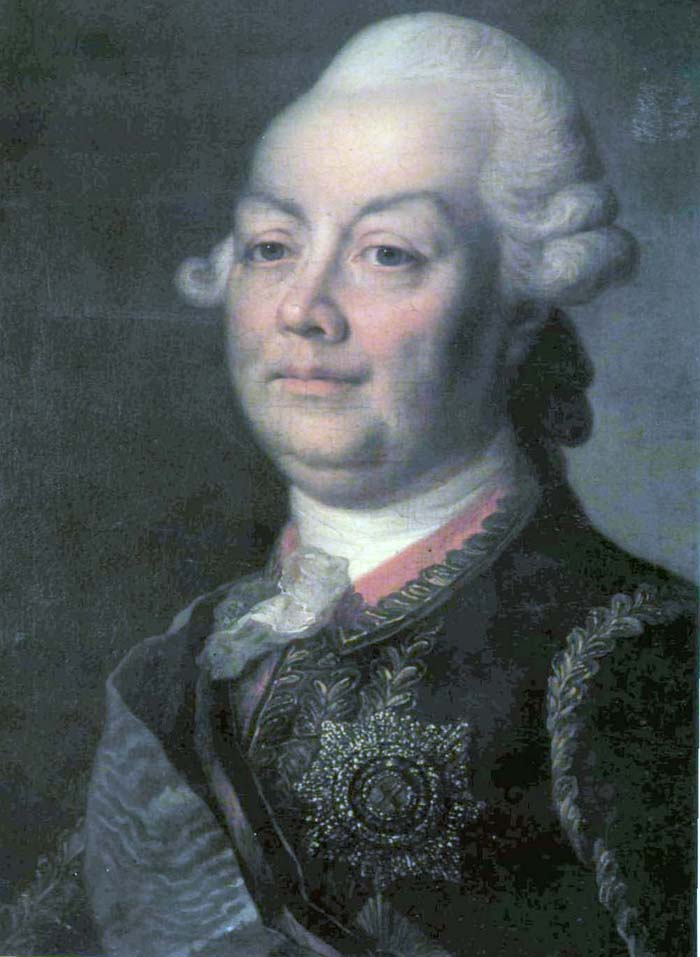
Pjotr Rumjancev.

Április és május folyamán Weismann, Szaltikov és Szuvorov tábornokok intéztek kisebb rajtaütéseket a Duna jobb partján elhelyezkedő erődök ellen, majd június 9-én maga Rumjancev is átkelt a Dunán a fősereggel. Ostrom alá vette Szilisztrát, de belátta, hogy erői elégtelenek és egy 30 ezres török kontingens közeledtére visszavonult. Annak ellenére, hogy a Kajnardzsiban állomásozó törököket sikerült legyőzni ( viszont a támadás során Weismann tábornok is elesett), Rumjancev úgy döntött, hogy visszatér a Duna mögé. Az ezután következő török offenzívában sikerült elfoglalni Craiovát, de az ezutáni próbálkozásaikat az oroszok visszaverték.
Eközben II. Katalin folyamatosan sürgette Rumjancevet, hogy érjen el döntő áttörést a Dunánál, a tábornok azonban már túlságosan késeinek érezte az időpontot egy 1773-as nagy hadművelethez. Ennek ellenére egy kisebb hadtestet átküldött a Dunán Várna irányába, amely kisebb sikerek után Várna alól kénytelen volt visszatérni a folyó bal partjára.
Rumjancev elégedetlen volt az év eredményeivel és tervei szerint a következő évben a Balkán belseje felé indult volna megfogyatkozott seregével; annak ellenére, hogy a Fekete-tengert a szultán flottája uralta. Hadjárata támogatására megerősítették a földközi-tengeri flottát és a 2. hadsereget Ocsakov erődje ellen küldték.

## Hadi események 1774-ben
A hadjárat április második felében indult: Kamenszkij és Szuvorov átkelt a Dunán és elfoglalták Bazarcsik (Pazarcık) városát, ezután június 9-én legyőzték a törököket Kozludzsinál. Míg a fősereg is átkelt a folyón, Kamenszkij és Szuvorov blokád alá vette Sumla városát. Az orosz előrenyomulás pánikot keltett a törökök soraiban és Sumla helyőrsége is fellázadt. Bár ezt a nagyvezír sikerrel elnyomta, azt jelentette a szultánnak, hogy a háborút képtelenség folytatni. Mivel a fegyverszüneti kérelmüket Rumjancev elutasította, ezért béketárgyalásokat kezdtek és július 21-én aláírták a kücsük-kajnardzsi békét. 

## A kücsük-kajnardzsi béke

A háború eredménye: a vörösen csíkozott terület Oroszországhoz került, a sárgán csíkozott Krími Kánság elszakadt Törökországtól.

A háború legfontosabb következményeképpen a Krími Kánság függetlenné vált az Oszmán Birodalomtól. Oroszország megkapta az észak-kaukázusi Kabardföldet, Azovot, Kercset és a Bug és Dnyeper közötti országrészt. Az orosz hajók szabadon járhattak a török vizeken; az orosz alattvalók megkapták mindazon kedvezményeket és jogokat mint a Törökországgal szövetséges államok polgárai. A balkáni keresztények amnesztiát és szabad vallásgyakorlási jogot kaptak és a cár védnökséget vállalt felettük. Törökország 4,5 millió rubelt fizetett kárpótlásként. 1775. január 13-án a szultán is aláírta a kücsük-kajnardzsi békét.

## Fordítás
- Ez a szócikk részben vagy egészben  a(z)   Русско-турецкая война (1768—1774) című orosz Wikipédia-szócikk ezen változatának fordításán alapul.  Az eredeti cikk szerkesztőit annak laptörténete sorolja fel. Ez a jelzés csupán a megfogalmazás eredetét és a szerzői jogokat jelzi, nem szolgál a cikkben szereplő információk forrásmegjelöléseként.